# 春記
『春記』（しゅんき）は、平安時代の公卿・藤原資房の日記。別名『野房記』（やぼうき）または『次戸記』（じこき）。『春記』の名は資房が春宮権大夫を兼ねたこと、『野房記』は小野宮流の資房の日記であること、『次戸記』は資房の漢字の一部に由来する。写本としては万寿3年（1026年）から天喜2年（1054年）までのものが断続的に残っており、ほかに逸文が多数残る。特に資房が後朱雀天皇のもとで蔵人頭を務めていた長暦2年（1038年）から長久2年（1041年）にかけて比較的まとまって残っており、史料価値が高い。

## 関連文献
- 増補史料大成刊行会編『増補史料大成 7』臨川書店、1965年。
- 赤木志津子「藤原資房とその時代」（『日本歴史』116・117号、1958年）。
- 加納重文「藤原資房―『春記管見』―」（『古代文化』28巻3・4号、1976年）。
- 河北騰「藤原資房と『春記』小考」（『独協大学教養諸学研究』21号、1986年）。
- 近藤好和「春記」（『古記録と日記』上巻、思文閣出版、1993年）。
- 角田文衛「藤原資房の『春記』」（『王朝文化の諸相』、法藏館、1984年）。
- 木本好信・大島幸雄「藤原資房『春記』人名索引」（『京都産業大学日本文化研究所紀要』9号、2004年）。
- 木本好信「『春記』総索引稿-地名・官位・典籍名・年月日・寺社名編-」（『史聚』20号、1985年）。
- 読み下し文は国際日本文化研究センター｢摂関期古記録データベース」で公開されている。